# Dialithis gemmifera
Dialithis gemmifera là một loài bướm đêm trong họ Noctuidae.